# Белов, Кондратий Петрович
Кондратий Петрович Белов (23 марта 1900, деревня Верхние Усы Пермской губернии — 4 мая 1988, Омск) — советский и российский художник, эпический пейзажист, Народный художник РСФСР (1976). Отец известного омского художника и педагога заслуженного деятеля искусств РСФСР Станислава Кондратьевича Белова.

## Биография

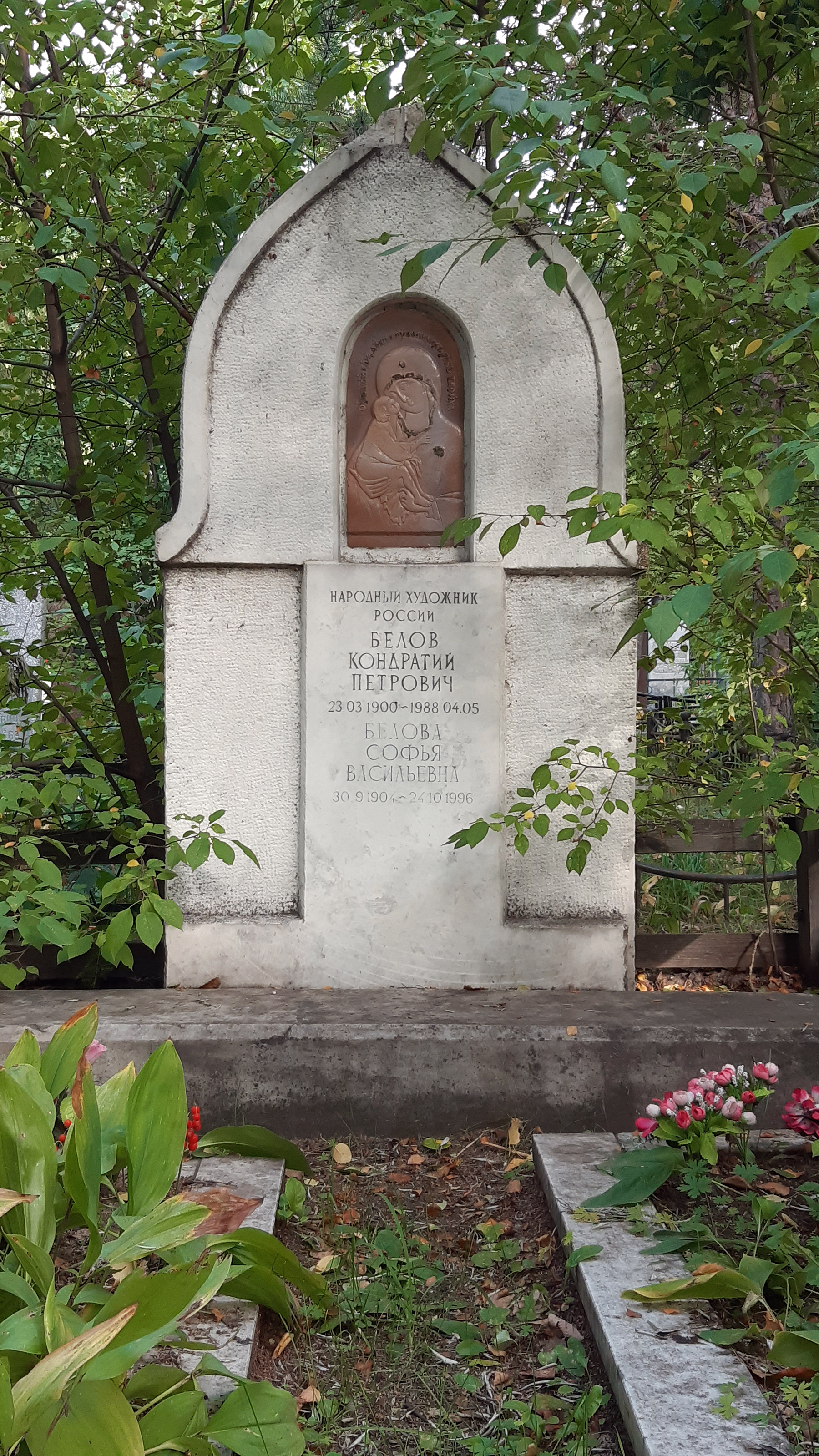
Могила К. П. Белова на Старо-Северном кладбище, Омск.

Детство прошло в селе Пача на берегу Томи. Рисовать начал с 7 лет. Отец-крестьянин, подрабатывавший тем, что клал фигурные печи с орнаментом, жестоко пресекал пустое и вредное времяпрепровождение. Белова отдали прислужником и работником к местному священнику, который обратил внимание на баритон и музыкальные данные нового помощника и предложил отцу готовить его сына в иподиаконы. Отец решил женить его на племяннице местной купчихи.
В 17 лет с благословения матери убежал от женитьбы в Томск. Завербовался на строительство Мурманской железной дороги. На строительстве познал лишения пережил множество приключений и бедствий: чудом спасался от самосуда толпы, грабителей, тифа. Возвращается в Сибирь. В мае 1919 года — колчаковская мобилизация. Служба в Омске в 43-м строевом полку, муштра и казарменный режим. Участвовал в неудачном походе против алтайских партизан. Перешел в Красную Армию. Служба в Иркутске в 48-м стрелковом полку.
Солдат Белов рисует химическим карандашом на стене казармы обнаженную женщину, после чего его направляют в художественную студию полка, которой руководил Георгий Мануйлов. Руководитель студии, когда-то волостной писарь в Паче, сразу оценил художественные данные Белова и взял его к себе на 3-месячные курсы. Кондрат Белов достойно завершил занятия в студии и по ходатайству того же Г. Мануйлова, единственный из его выпускников, был откомандирован в годичную художественную студию при политуправлении 5-й Армии. Студия просуществовала только год и сделала единственный выпуск. Среди выпускников (их было 20, 9 военных, остальные — вольнослушатели) был и К. Белов.
1921 год в Иркутске было неспокойно, банды держали город в постоянном напряжении. Служба и обучение проходили параллельно. Педагогами были известные иркутские художники К. И. Померанцев и С. Н. Соколов, любимец студийцев будущий московский график С. Д. Бигос (он был старше Белова только на 5 лет), читинский скульптор Иннокентий Жуков. Первая живописная работа Белова «Широкая масленица» вызвала у преподавателей разноречивые мнения, но её активно защищал Бигос. В следующем, 1922, году она экспонируется вместе с несколькими новыми работами появилась на весенней выставке иркутских художников.
В 1924 г. он поступил в Омский художественно-промышленный техникум им. М. А. Врубеля. В техникум его приняли условно, без стипендии, поскольку здесь для поступления требовалось 7 классов школы, а он имел только церковно-приходскую школу. Не было проблем со специальными предметами, но трудно давались математика, физика. Приходилось подрабатывать истопником в бывшем Кадетском корпусе, работа требовала много времени и давала мало денег. В Худпроме пришлось заканчивать полиграфическое отделение, которое при тогдашней безработице давало большие возможности найти работу по профессии. В 1929 г., через год после окончания техникума, он устраивается литографом на геокартографическую фабрику при военно-топографическом отделе Сибирского военного округа.
В 1924 г. становится членом Омского филиала самой многочисленной тогда художественной группировки АХР (Ассоциация художников революции). В Омске был организован филиал москвичом Н. Г. Котовым. К этому времени ахровцы заняли ведущее положение в художественной жизни города в отличие от других сибирских городов, где доминировало объединение «Новая Сибирь». Под воздействием Декларации ассоциации все художники-ахровцы пытались дать народу понятное, идеологически активное искусство, не углубляясь в проблемы формообразования.
В 1932 году он был принят в члены только что образовавшегося Союза художников СССР. В этом же году он заболел туберкулезом легких, врачи запретили ему работать в литографской мастерской. Устроился художником в Дом Красной Армии. Там он сначала оформлял спектакли, затем начал играть в них. Первые увлечения театром были ещё во время службы в Колчаковской армии. К. Белов серьёзно увлекся театром. В 1934 году устроился в клуб мелькомбината, где стал там актером, художником и режиссёром. В этом же году командировка на север Омского района для контроля за уборкой урожая, откуда художник привез 140 графических портретов ударников труда. Эти портреты, выставленные в драмтеатре, составили 1-ю персональную выставку художника.
В 1937 году по доносу он был исключен из рядов ВКП(б) как активный белогвардеец. Под предлогом сокращения штатов его уволили из клуба, сняли с воинского учета за невозможностью использовать в РККА. 1937 год в Омске был годом охоты на художников. Арестованы были и погибли в лагерях и тюрьмах Ян Янович Авотин, Илья Васильевич Волков, Михаил Михайлович Орешников, Самуил Яковлевич Фельдман — ядро омского отделения товарищества «Всекохудожник», которое возникло в 1932 году на базе местного отделения АХРа.
В годы войны художник постоянно работает. В 1945 г. награждён медалью «За доблестный труд во время Великой Отечественной войны 1941—1945 гг.». В 1946 году Белову возвращают звание члена Союза художников России, восстанавливают в ВКП(б). К концу 1940-х годов омские художники весьма заметны в художественной жизни России. О работах омичей лестно отзывается центральная пресса, они отмечаются на республиканских и всесоюзных выставках. В 1949 году Комитет по делам искусства присудил дипломы за лучшие произведения К. П. Белову, В. Р. Волкову, А. Н. Либерову, П. С. Мухину, К. Н. Щекотову.
Работы «Лесосплав на Иртыше» (1948) и «Половодье на Иртыше» (1949) — начало пейзажной линии в живописи художника. Но ещё более свободным, эмоциональным, раскованным он становится в небольших картинах конца 1950-х годов. Конец 1950-х — начало 1960-х годов К. П. Белов совершает поездки по северу. Как результат осмысления увиденного в начале 1960-х годов появляется серия пейзажей, которые проявляют новые черты в творчестве живописца. Эпический масштаб восприятия здесь почти исчезает, но тема остается все та же — жизнь природы.
В послевоенный период К. П. Белов пишет не только пейзажи. Многие работы художника посвящены теме революции, гражданской войне в Сибири. В 1964 году он стал заслуженным деятелем искусств. 1976 — народным художником России. Признание к художнику пришло в 60-е годы. Выступал перед любой аудиторией, устраивал персональные выставки в самых разнообразных уголках России. Среди сибирских художников давно уже стали расхожими выражения — «беловский колорит», «кондратовское небо».

## Творчество
Пейзаж «Лесосплав на Иртыше» (1948) стал этапной и программной работой. В 1949 году пейзаж включен в состав выставки советского искусства экспонировавшейся в ряде зарубежных стран. Искусствоведы называли его первым полным и выразительным портретом Сибири. Этой работой живописец открывает новый жанр, который станет для него любимым. К. П. Белов проявляется как эпический пейзажист, во многом противопоставляясь традиционным русским пейзажам лирическому (левитано-саврасовская линия) и декоративно-синтетическому (Куинджи). Сама природа Сибири требовала иных выразительных средств, иных акцентов. В этой работе появляются высокая точка зрения, которая станет потом традиционной, подчеркнутые композицией бесконечные просторы; находится излюбленный мотив — небо и река, отражения облаков в воде, холодный ветер, приводящий все в движение. Для него природа — не красивые куски ландшафта, а одушевленный живой мир, и человек только часть его. Художник видит полноту природы её темперамент, буквально температуру, но и это только часть чего-то большего — космоса. По мироощущению Белов — пантеист.
После поездок 1960-х годов появляются новые черты в беловском пейзаже. В этой серии работ художник отошел от панорамности и масштабности, повествовательную организация динамики сменила внутренняя динамика натуры, выраженная формальными художественными приемами: ритмикой и подвижностью мазка, экспрессией. Природа ещё в большей степени становится соавтором художника. Хотя большинство работ названы по местам, которым они посвящены («Тевриз», 1960, «Усть-Ишим», 1960, «У Тобольска», 1960, «Березовский мыс», 1960, «У Салехарда», 1960, «Салехард», 1961, «Ханты-Мансийск», 1961, «Тобольский центр», 1961) живописец не создает масштабных образов старинных сибирских городов, экскурсионный подход отсутствует напрочь. Казалось бы уголок подобный написанному в одном месте мог бы оказаться в другом, но эта предельная подлинность природы. Индивидуальность облика городов и поселков представляет для живописца частный случай, хотя эту индивидуальность он легко улавливает, но не делает на ней акцент, а подчиняет индивидуальному состоянию природы. В картинах К. П. Белова не только маленькие поселки, но и большие города превращаются в детали пейзажа, в тихие, иногда несколько шумные островки человеческой жизни среди величавой природы.
В послевоенный период работы К. П. Белова посвящены теме революции, гражданской войне в Сибири ("Выступление Красной Армии в Омске, «Последний парад Колчака», «Дружина святого креста», «Крах колчаковской армии»). Выполнены они чаще всего гуашью, иногда маслом. Они не несут в себе глубоких социальных исследований, не претендуют на философское обобщение исторических событий. В композициях большинства из них значительную роль играют памятники архитектуры. Возможно, причина обращения художника к историко-революционной тематике Омска связана с желанием восстановить облик города таким, каким он застал его в молодости, К. П. Белов постоянно пишет исчезнувшие соборы, церкви, часовни, жилые дома — Успенский кафедральный и Воскресенский соборы, Пророко-Ильинскую церковь, Серафимо-Алексеевскую часовню, Тарские ворота. Сам он утверждал: «Мои картины — это личная охрана памятников старины».
Пача и Омск — два главных лейтмотива творчества художника. Его последняя работа — большой холст «Село моей юности».
Похоронен на Старо-Северном мемориальном кладбище Омска.

## Награды
Правительственные:
- Орден «Знак Почёта»
- Медаль «За доблестный труд в Великой Отечественной войне 1941—1945 гг.»
- Медаль «За трудовое отличие»
- Медаль «За многолетнюю активную помощь командирам и политработникам в коммунистическом воспитании советских воинов»
- Персональный пенсионер республиканского значения.

Творческие:
- Диплом Комитета по делам искусств
- Звание «Заслуженный деятель искусств РСФСР»
- Звание «Народный художник РСФСР».

### Выставки
- 1921 г. Весенняя выставка. Иркутск.
- 1929 г. Выставка. Омск.
- 1934 г. Персональная выставка. Омск.
- 1937 г. 1-я областная выставка. Омск.
- 1938 г. 2-я областная выставка. Омск.
- 1939 г. 3-я областная выставка, посвященная 20-летию освобождения Сибири от колчаковщины. Омск.
- 1940 г. Республиканская выставка произведений художников периферии. Москва.
- 1940 г. 4-я областная выставка. Омск.
- 1942 г. Передвижная выставка по госпиталям. Омск.
- 1942 г. Областная выставка, посвященная 25-й годовщине Октября. Омск.
- 1944 г. Областная выставка. Омск.
- 1945 г. Республиканская выставка произведений художников периферии. Москва.
- 1945 г. Областная выставка. Омск.
- 1947 г. Сибирская межобластная художественная выставка. Новосибирск.
- 1949 г. Республиканская выставка произведений художников краев, областей и автономных республик РСФСР. Москва.
- 1949 г. Республиканская художественная выставка. Москва.
- 1950 г. Республиканская художественная выставка. Москва.
- 1950 г. Зарубежная передвижная выставка произведений советских художников. Польша, ГДР, Болгария, ЧССР, Индия, ВНР, Финляндия, Румыния.
- 1951 г. Республиканская выставка произведений художников краев, областей и автономных республик РСФСР. Москва.
- 1951 г. Республиканская художественная выставка. Москва.
- 1956 г. Выставка произведений художников Сибири и Дальнего Востока. Иркутск.
- 1957 г. Всесоюзная выставка, посвященная I съезду художников СССР. Москва.
- 1960 г. Республиканская выставка «Советская Россия». Москва.
- 1961 г. Персональная выставка. Омск.
- 1963 г. Персональная выставка. Москва.
- 1964 г. Выставка «Советские Вооруженные Силы в изобразительном искусстве». Омск.
- 1965 г. Персональная выставка. Новосибирск.
- 1964 г. I зональная художественная тематическая выставка «Сибирь социалистическая». Новосибирск.
- 1965 г. Передвижная выставка «Художники Сибири». Новосибирск.
- 1966 г. Выставка произведений художников Сибири и Дальнего Востока. Тюмень.
- 1967 г. Республиканская выставка «Советская Россия». Москва.
- 1967 г. II зональная выставка «Сибирь социалистическая», посвященная 50-летию Советской власти. Омск.
- 1968 г. Областная выставка омских художников «Ленинскому комсомолу посвящается». Дом художника. Омск.
- 1968 г. Областная художественная выставка «Художники — Октябрю». Дом художника. Омск.
- 1968 г. Выставка произведений омских художников. Черновцы.
- 1969 г. Персональная выставка, посвященная 50-летию освобождения Омска от колчаковских войск. Дом художника. Омск.
- 1969 г. Республиканская выставка «Графики Сибири». Москва.
- 1969 г. III зональная выставка «Сибирь социалистическая» (к 100-летию со дня рождения В. И. Ленина). Красноярск.
- 1970 г. Областная выставка произведений омских художников, посвященная 100-летию со дня рождения В. И. Ленина. Дом художника. Омск.
- 1971 г. Персональная выставка. К 70-летию со дня рождения. Омск, Москва, Иркутск, Барнаул.
- 1971 г. Республиканская выставка «Художники Урала, Сибири, Дальнего Востока». Москва.
- 1973 г. Юбилейная выставка, посвященная 40-летию Омской организации СХ и ХПМ. Дом художника. Омск.
- 1974 г. Зарубежная выставка «Художники Омска». Пешт . Венгрия.
- 1974 г. Выставка «Художники — целине», посвященная 20-летию освоения целинных и залежных земель. Дом актера. Омск.
- 1975 г. Персональная выставка. К 75-летию со дня рождения и 50-летию творческой деятельности. Омск; ЦДСА Москва.
- 1975 г. Республиканская выставка «Советская Россия». Москва.
- 1975 г. IV-я зональная выставка «Сибирь социалистическая». Томск.
- 1975 г. Областная выставка, посвященная 30-летеию Победы над фашистской Германией. Дом художника. Омск.
- 1977 г. Республиканская выставка «60 лет Великого Октября». Москва.
- 1977 г. Областная выставка произведений омских художников, посвященная 60-летеию Великого Октября. Дом художника. Омск.
- 1978 г. Персональная выставка К.П. Белова в г. Юрга Кемеровской области  (Юрга)
- 1979 г. Областная выставка произведений омских художников, посвященная 60-летию освобождения города Омска от колчаковщины. Дом художника. Омск.
- 1980 г. Персональная выставка. К 80-летию со дня рождения. ООМИИ. Омск.
- 1980 г. Республиканская выставка «Советская Россия». Москва.
- 1980 г. V зональная выставка «Сибирь социалистическая». Барнаул.
- 1982/83 г. Юбилейная выставка произведений омских художников «Омская земля» (50 лет организации). Дом художника. Омск.
- 1982/83 г. Юбилейная выставка произведений омских художников «Омская земля» (50 лет организации). Москва, Ленинград.
- 1983 г. Выставка произведений советской живописи. ООМИИ. Омск.
- 1984 г. Выставка, посвященная 60-летию ООМИИ. Дом художника. Омск.
- 1984 г. Выставка «Современноя советская графика и скульптура». ООМИИ. Омск.
- 1985 г. Персональная выставка. Дом художника. Омск.
- 1985 г. Республиканская выставка «Советская Россия». Москва.
- 1985 г. VI зональная выставка «Сибирь социалистическая». Кемерово.
- 1985 г. Областная выставка, посвященная 40-летию Победы над Германией, «Омичи в труде и бою». Дом художника. Омск.
- 1986 г. Выставка омских художников в ЦДРИ. Москва.
- 1986 г. Областная выставка произведений омских художников «Художник и город», посвященная 270-летию основания города Омска. Дом художника. Омск.
- 1986 г. Выставка «Рубежи жизни Родины». ООМИИ. Омск.
- 1987 г. Областная выставка произведений омских художников «Художники — Октябрю», посвященная 70-летию Великого Октября. Дом художника. Омск.
- 1989 г. Персональная посмертная выставка. ООМИИ. Омск.
- 1989 г. Персональная выставка творческого наследия. Москва.
- 1992 г. Выставка «Худпром». ООМИИ. Омск.
- 1997 г. Выставка «Союз нерушимый. 50-е годы». Дом художника. Омск.
- 1998 г. Выставка «Омск — столица Сибири». Музей К. П. Белова.
- 1998 г. Выставка произведений художников-шестидесятников. Музей К. П. Белова.
- 1999/2001 г. Выставка «Искусство XX века». ООМИИ им. М. А. Врубеля. Омск.
- 2000 г. Выставка «К. Белов и художники его времени». Дом художника. Омск.
- 2000 г. Выставка «Красавец-мужчина». ГОХМ «Либеров-центр». Омск.
- 2001 г. Выставка «Дорога к храму». Картинная галерея. р.п. Таврическое.
- 2001 г. Выставка «Омск. Пространство Достоевского». Дом художника. Омск.
- 2001 г. Выставка «Белая столица: перелом эпох». Музей К. П. Белова.
- 2001 г. Выставка «Быть человеком между людьми», посвященная Ф. М. Достоевскому. ГМИО. Омск.
- 2001 г. Выставка «Искусство социального заказа. 1930-1950-е гг.» ООМИИ им. М. А. Врубеля. Омск.
- 2002 г. «Омский союз художников в контрастах эпохи». К 70-летию образования Омской организации СХ России. ООМИИ им. М. А. Врубеля. Омск.
- 2002 г. Выставка "Товарищество «Художник». Музей К. П. Белова.
- 2005 г. Выставка «Село моё родное» из фондов музея К. П. Белова. Кемеровский областной музей изобразительных искусств. Кемерово.
- 2007 г. Выставка «Художники Омского Прииртышья», посвященная 75-летию Омского отделения Союза художников. ООМИИ им. М. А. Врубеля. Омск.
- 2008 г. Выставка «Было так…». Музей К. П. Белова.

## Творческие поездки и командировки
- Братская ГЭС (1956).
- Север Сибири (Тобольск, Салехард, Ханты-Мансийск).
- Алтай.
- По реке Каме вместе с Р. Ф. Черепановым и с сыном С. К. Беловым: Пермь, Соликамск, Чердынь (1964).
- Тюменский Север.

## Участие в конкурсах
- 1921 г. Иркутск.
- 1938 г. эскиз к картине «Павлик Морозов». Омск.
- 1941 г. конкурс на лучшие иллюстрации к книге М. Горького «Дело Артамоновых» Омск

## Творческое наследие
Работы К. П. Белова хранятся во многих музеях страны, в Омске они находятся в коллекциях БУК Омской области «Омский областной музей изобразительных искусств им. М. А. Врубеля» и МУК Городской музей «Искусство Омска», но основная часть наследия хранится в музее ГУК Омской области «Омский музей Кондратия Белова».

## Омский музей Кондратия Белова

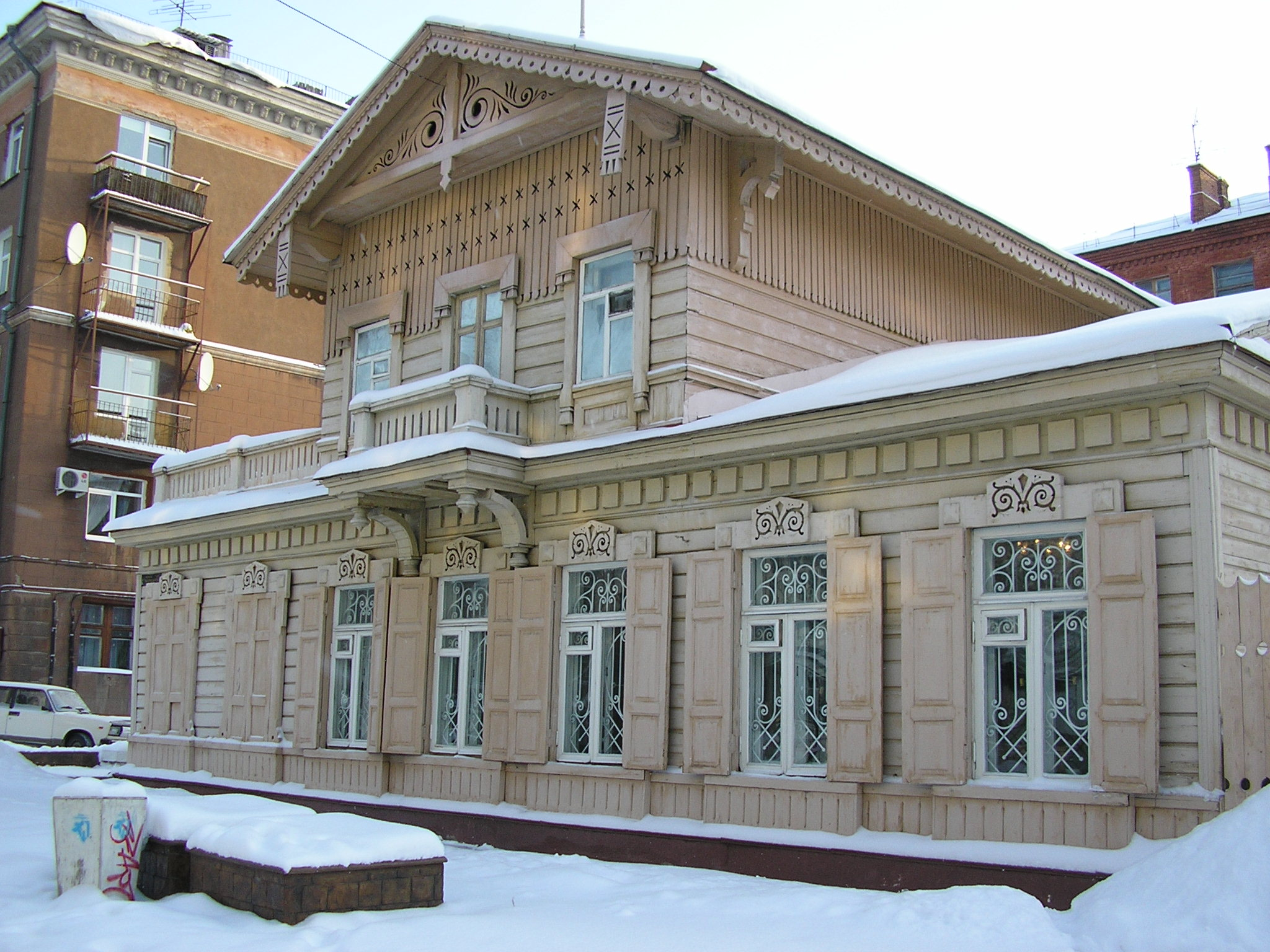
Омский музей Кондратия Белова

Музей К. П. Белова открылся 29 марта 1991 года, после кончины известного художника. Но дом для своего музея Кондратий Петрович успел выбрать сам: старинный особняк на бывшей Плотниковской улице (ныне ул. Ч. Валиханова), памятник деревянного зодчества нач. XX в. (1901 г.)
Музей К. П. Белова открылся в 1991 г. как филиал ГУК ОО «Музей изобразительных искусств им. М. А. Врубеля» и через год обрел самостоятельность.
- Общая площадь здания — 282 м²,
- экспозиционная — 150 м²,
- фондовая — 17 кв. м.

Общее количество единиц хранения: основной фонд — 610, в том числе:
- живопись — 91,
- графика — 267,
- архивные материалы — 252,
- научно-вспомогательный фонд — 25.

Основная часть художественного фонда состоит из произведений, переданных родственниками художника по его завещанию.
С 2004 по 2015 год старшим научным сотрудником музея являлась Людмила Шорохова, она же подготовила к публикации мемуары художника, вышедшие в свет в 2005, год 105-летия со дня рождения Белова. В музее работают представители династии Беловых.

## Память
- Памятник К. П. Белову во дворе музея Кондратия Белова (скульптор Мурашев)
- Мемориальная доска на доме, где жил художник ул. Орджоникидзе, дом 13.

## Интересные факты
- По количеству добрых анекдотов о Белове вряд ли кто-либо сравнится с ним из омских художников.
- У Кондратия Петровича был неофициальный титул, его называли патриархом сибирской живописи.
- В Омске известны 4 художника по фамилии Белов. Владимир Никитич и Сергей Александрович однофамильцы друг другу и отцу и сыну — Кондратию Петровичу и Станиславу Кондратьевичу.